# Henry Edward Armstrong
Henry Edward Armstrong FRS FRSE (Hon) (6 de mayo de 1848 - 13 de julio de 1937) fue un químico inglés, que aunque participó activamente en muchas áreas de la investigación científica, como en la química de los derivados de la naftalina, es recordado en gran parte por sus ideas y su trabajo en la enseñanza de la ciencia. El ácido de Armstrong lleva su nombre.

## Vida y trabajo
Armstrong nació hijo de Richard Armstrong, un agente de comisión e importador, y Mary Ann Biddle. Vivió la mayor parte de su vida en  Lewisham, un suburbio de Londres.
Después de terminar la escuela en 1864 a los 16 años, pasó un invierno en Gibraltar, con un familiar, por razones de salud. En la primavera de 1865, Armstrong regresó a Inglaterra e ingresó en el Royal College of Chemistry en Londres, ahora Departamento de Química en el Imperial College. La formación química en esos días no era prolongada y, a la edad de 18 años, Edward Frankland lo seleccionó para ayudarlo a idear métodos para determinar las impurezas orgánicas en las aguas residuales.
Armstrong realizó estudios adicionales con Hermann Kolbeen Leipzig y obtuvo un Ph.D. en 1869 por el trabajo sobre "ácidos de azufre". Regresó a Londres y trabajó con Augustus Matthiessen en la escuela de medicina del St. Bartholomew's Hospital, a cargo de las clases de química para estudiantes que tomaron el grado de Londres. Luego fue designado permanente en 1879 en el Instituto City and Guilds de London, ahora también parte de Colegio imperial. A la edad de 36 años, Armstrong se convirtió en profesor de química en otro precursor del Imperial College, la Institución Central en 1884. Fue ahí donde estableció un curso de diplomatura de tres años en ingeniería química, «viendo la necesidad de una actitud mental más científica entre los industriales británicos».

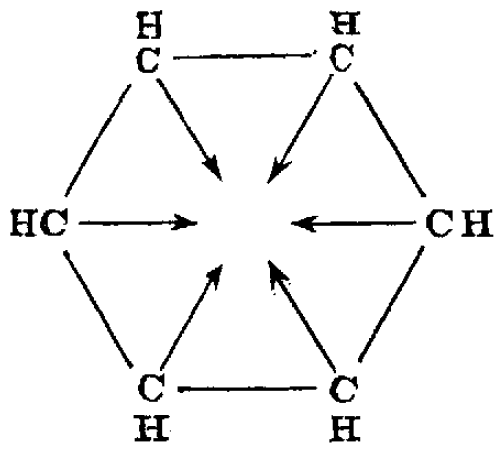
Estructura céntrica de Armstrong para el benceno

Ya había comenzado con la síntesis sistemática, la degradación y la constitución estructural de muchos derivados de naftalina en 1881, basándose en trabajos anteriores sobre derivados del benceno y en la propuesta de Erlenmeyer para la estructura de la naftalina. W. P. Wynne fue su colaborador más importante; sus 263 muestras de naftalina, acumuladas durante varias décadas, ahora se conservan en el Imperial College como Colección Armstrong-Wynne. Esta investigación sobre el naftaleno dio un gran impulso a la industria del tinte sintético.
Las investigaciones posteriores de Armstrong trataron los terpenos, especialmente el alcanfor, la purificación del agua, ayudando a erradicar la fiebre tifoidea y la cristalografía.
En 1887, Armstrong se interesó en clasificar los sustituyentes del benceno en términos de sus influencias directivas meta- y orto-. En una nota a pie de página de un artículo sobre ese tema en 1890, apareció por primera vez su fórmula centrada para el benceno. Sus «seis afinidades que actúan en un ciclo» son anteriores al descubrimiento del electrón y a las teorías modernas de la aromaticidad. Armstrong reconoció que las afinidades tienen una dirección y no son simplemente puntos materiales, por lo que se podría decir que anticipó partes de las teorías de mecánicas de ondas de los años 1920.
Murió en su casa en Granville Park, Lewisham.

## Familia
Armstrong se casó con Frances Louisa Lavers el 30 de agosto de 1877. Tuvieron siete hijos, cuatro niños y tres niñas, todos ellos sobrevivieron. Su esposa murió poco antes que él en su 93.º año.

## Honores y afiliaciones
- Fellow of the Royal Society (1876)[1]
- Chemical Society of London, President (1893–1895)[8]
- Medalla Davy (1911)[9]
- Medalla Messel de la Society of Chemical Industry (1922)[5]
- Horace Brown Medal (1926)[10]
- Albert Medal (1930)[11]